# Муассак
Муасса́к (фр. Moissac) — город во Франции, расположенный на юге Пиреней, в департаменте Тарн и Гаронна. От Тулузы до Муассака 50 минут пути на электричке. Лежит на пути паломничества к Сантьяго-де-Компостела.
Бо́льшая часть города была уничтожена страшным наводнением 1930 года.

## Достопримечательности
- Базилика Сен-Пьер — известна своим южным порталом, датируемым 1130 г.;
- Аббатство Сен-Пьер — один из самых известных и древних романских архитектурных памятников;
- канал дю Миди;
- мост Наполеона.

В здании самой известной и крупной водяной мельницы Франции расположен отель 3* «Мулен де Муассак».

## Родились в Муассаке
- Каролина Коста (фр. Caroline Costa) — французская певица и телеведущая.
- Пьер Блез (фр. Pierre Blaise) — французский актёр.

## Галерея

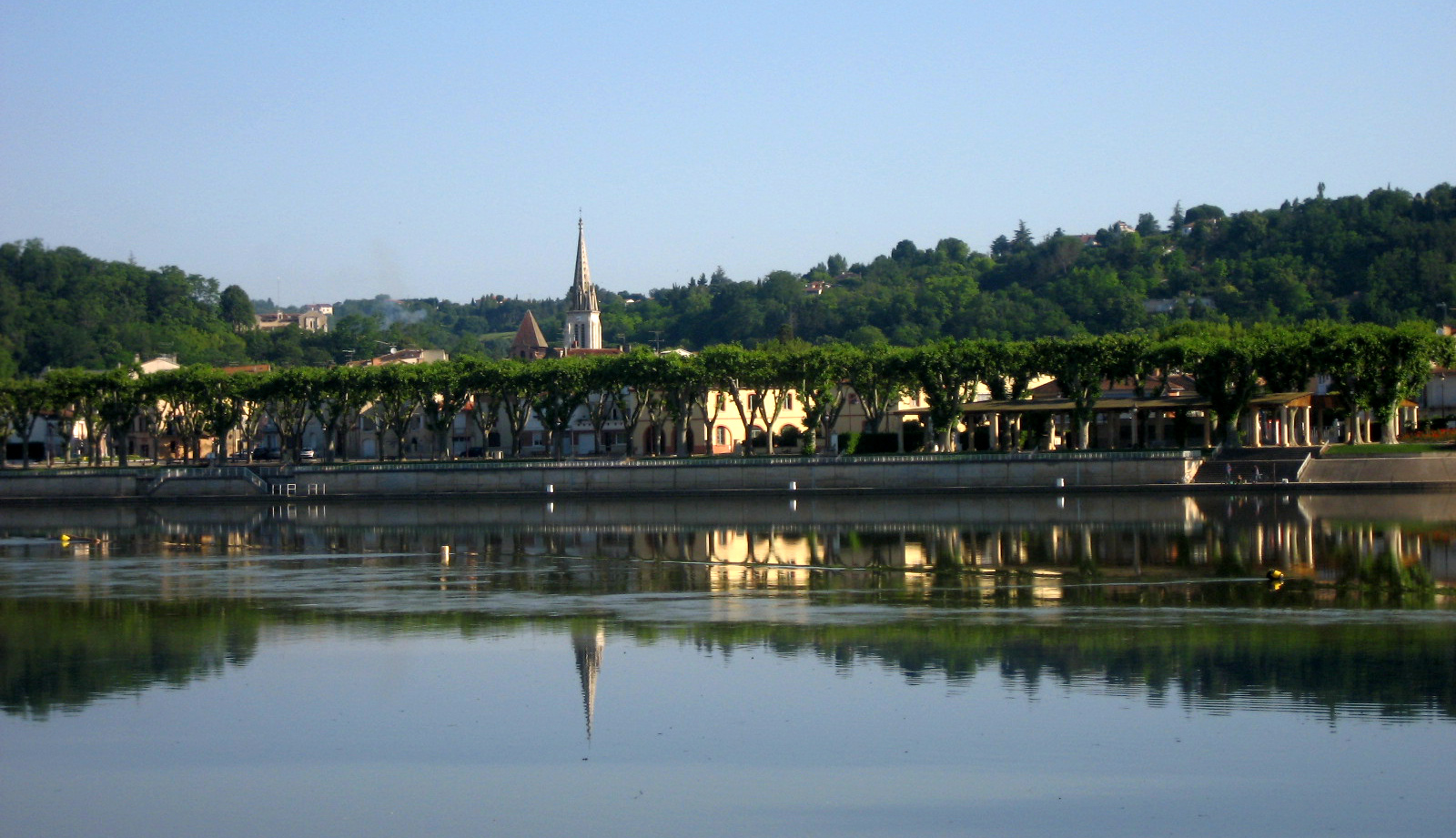
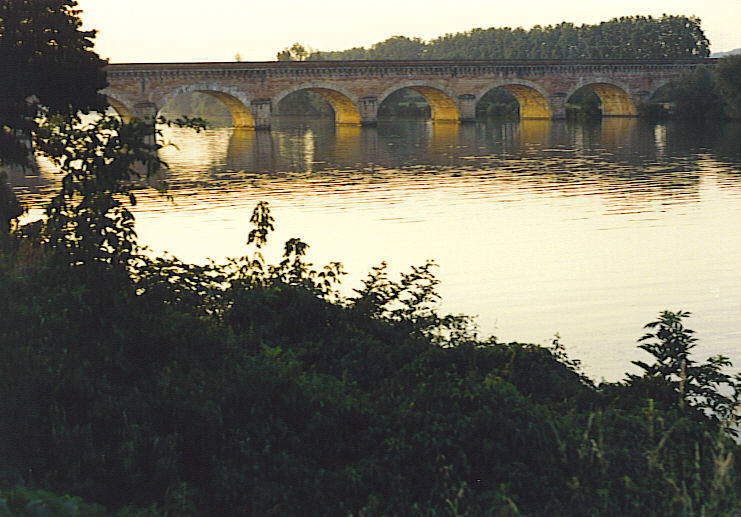